# Stellaria alsine
Stellaria alsine é uma espécie de planta com flor pertencente à família Caryophyllaceae. 
A autoridade científica da espécie é Grimm, tendo sido publicada em Acta Physico-Medica Academiae Caesareae Leopoldino-Carolinae Naturae Curiosorum 3(app.): 313. 1767.

## Portugal
Trata-se de uma espécie presente no território português, nomeadamente em Portugal Continental, no Arquipélago dos Açores e no Arquipélago da Madeira.
Em termos de naturalidade é nativa das três regiões atrás indicadas.

## Protecção
Não se encontra protegida por legislação portuguesa ou da Comunidade Europeia.